# Alessandro Martini
Alessandro Martini (Firenze, 16 maggio 1834 – Torino, 14 marzo 1905) è stato un imprenditore italiano, fondatore di una delle più importanti società produttrici di vermut del mondo, Martini & Rossi, che produce il Martini vermut.

## Biografia
Nel 1847 alcuni imprenditori italiani iniziarono a produrre vino, liquori e vermut per la Distilleria Nazionale di Spirito di Vino di Torino, con stabilimento a San Salvatore Monferrato (Alessandria). Grazie alla favorevole congiuntura, le prospettive economiche erano brillanti e l'organizzazione cominciò presto a produrre profitti. Qualche anno dopo, Alessandro Martini si unì alla piccola squadra, diventando il direttore nel 1863 insieme a Luigi Rossi (che era l'inventore di un vermut) e Teofilo Sola. Durante questo periodo iniziale la Distilleria Nazionale di Spirito di Vino crebbe e alcune succursali vennero aperte a Genova, Cagliari e Narbona grazie alla protezione del re.
Nel 1863, che può essere considerato uno degli anni più importanti nella storia della società (così importante da essere ancora riportato sulle bottiglie), Martini, Sola e Rossi cambiarono il nome della società in "Martini, Sola & Cia". Iniziarono ad esportare bottiglie di vermut in tutto il mondo. New York ricevette il primo carico nel 1867. Allo stesso tempo il marchio vinse numerosi premi, che sono ancora orgogliosamente riportati sulle bottiglie: Dublino (1865), Parigi (1867 e 1878), Vienna (1873) e Philadelphia (1876). Dopo soli trent'anni dalla sua creazione, il Martini era bevuto negli Stati Uniti, in Brasile, Argentina, Grecia, Portogallo, Belgio, Egitto e altri paesi ancora.
Nel 1879 Sola morì, e suo figlio vendette tutta la sua quota della società. Conseguentemente si decise di cambiare il marchio in "Martini & Rossi", il nome che compare ancora oggi nelle bottiglie vendute negli Stati Uniti. Tra il 1870 e il 1880 la società si diversificò in due direzioni lanciando il Vino Canelli Spumante (adesso conosciuto come Asti Martini). Uno dei loro successi fu di costruire sopra le tradizioni delle corti Europee del tardo diciannovesimo secolo affezionate al vermut. Nel 1868 la società fu autorizzata dal re Vittorio Emanuele II di Savoia a mettere il simbolo della famiglia reale sui loro imballaggi. Il re Luigi di Portogallo (1872), la regina Christina d'Austria e Spagna (1897) e il parlamento britannico fecero lo stesso. I simboli di Melbourne, Anversa e Mendoza seguirono rapidamente; i loro marchi sono ancora visibili nelle etichette di oggi.
Quando Alessandro Martini morì nel 1905, i tre figli di Luigi Rossi ereditarono la società. Avevano già lanciato il Martini Extra Dry (1900) e il Martini Bianco prima della sua morte, e avevano creato succursali in tutto il mondo. Nel 1922 la società divenne ufficialmente nota come "Martini", tranne che negli Stati Uniti dove rimane il marchio "Martini & Rossi" perché Martini è già il nome di un cocktail americano.

## Archivio
La documentazione prodotta da Alessandro Martini nel corso della propria attività imprenditoriale è conservata a Torino presso l'archivio storico della Martini & Rossi spa (estremi cronologici: 1847 - sec. XX seconda metà), ubicato, assieme al Museo Martini di storia dell'enologia, nel Visitor Center di Martini & Rossi, e suddiviso in due sezioni denominate Michel Re Agnelli e Baudino (estremi cronologici: 1847-1863) e Martini & Rossi (estremi cronologici: 1863-1950), che corrispondono ai cambi di ragione sociale dell'azienda, e in un'ulteriore sezione denominata Filiale Buenos Aires (estremi cronologici: 1880-1910), con documentazione proveniente da questa località.